# Havaianas
Havaianas é uma marca brasileira de sandálias de borracha produzidas pela Alpargatas, uma empresa da Itaúsa, proprietária de empresas como Itaú Unibanco e Dexco. A marca, que possui participação de 80% no mercado brasileiro de chinelos de borracha, comercializa cerca de 210 milhões de sandálias anualmente, dos quais 10% para mais de 100 países dos cinco continentes, podendo ser encontrada em mais de 200 mil pontos de venda. As exportações chegam a 22 milhões de pares (somente nos Estados Unidos está presente em 1 700 pontos de venda). A cada três brasileiros, dois em média consomem um par de "havaianas" por ano.
Em 2006, 162 milhões de pares de Havaianas foram vendidos no mundo inteiro. No parque fabril de Campina Grande, único do mundo a produzir o produto, são produzidos cinco pares de Havaianas por segundo, sendo que 2,4 bilhões de pares já foram fabricados e vendidos desde 1962. A marca foi a quarta marca mais lembrada na América Latina em 2006.
As vendas da sandália de borracha Havaianas, produto de sucesso da Alpargatas, já representam metade do faturamento da companhia, que no ano passado foi de 1,6 bilhão de reais. O investimento em marketing da marca, de 12% a 13% do faturamento, tem mantido a Havaianas em trajetória de crescimento. O percurso para a sandália ganhar status de marca fashion foi longo. Ele começou a ser traçado em 1994, quando a marca estava em crise, com queda de vendas. A empresa reagiu e lançou, com uma grande campanha de marketing, a Havaianas Top, um novo modelo de sandálias de uma única cor. De 1994 a 2000, o produto foi, aos poucos, "sofisticado" pela empresa em campanhas e em muitos lançamentos. Foi quando modelos e celebridades começaram a desfilar com a sandália nos pés. As exportações aceleraram e a marca ganhou espaço em revistas e nas principais vitrines de moda no mundo.

## História

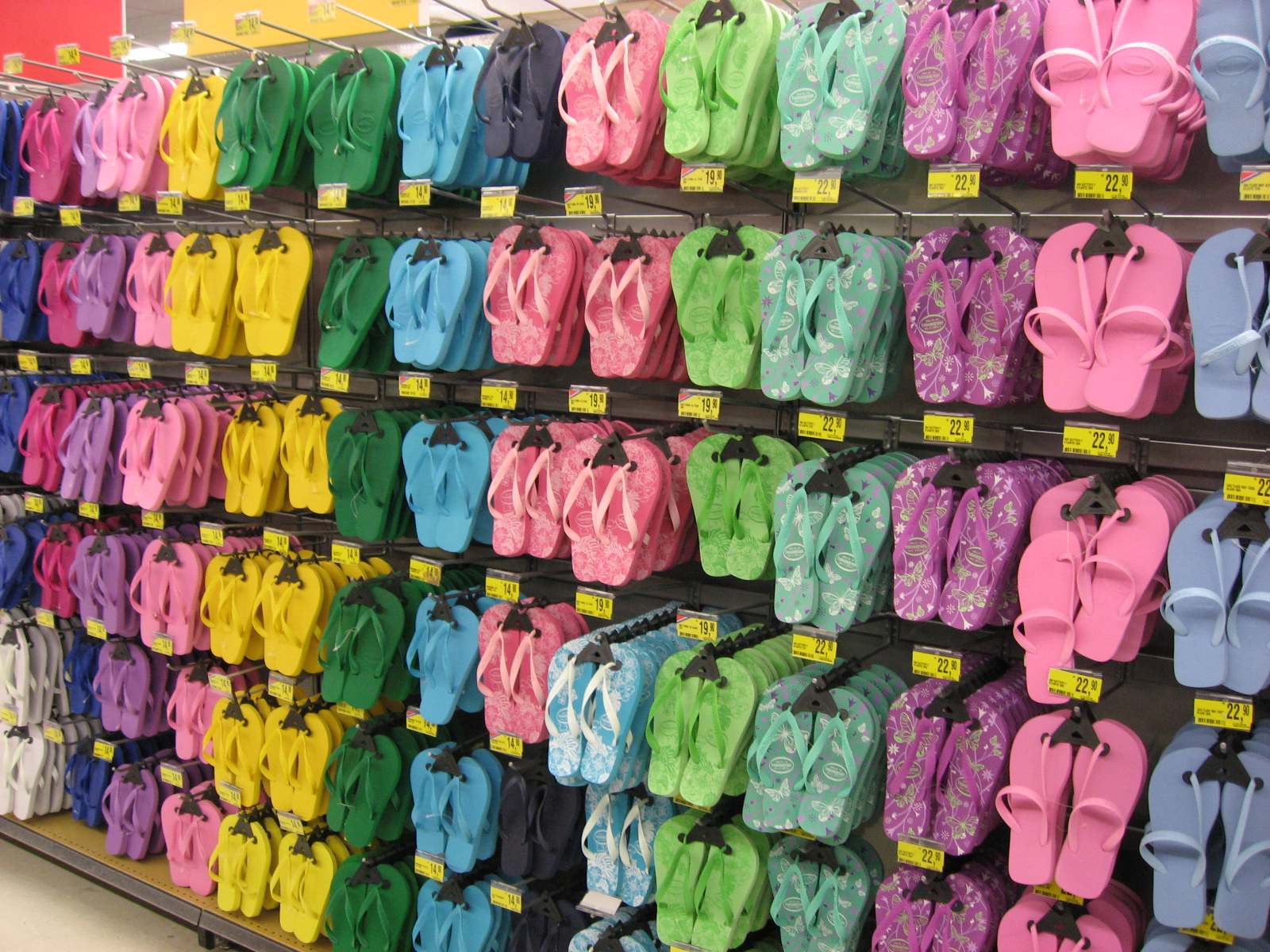
Expositório de Havaianas à venda em São Paulo._{(Kai Hendry/Flickr)}

Havaianas Tradi Zori

A ideia para o produto foi inspirada nas Zori, sandálias japonesas feitas de palha de arroz ou madeira lascada e que são usadas com os quimonos. Em 8 de junho de 1962, foram lançadas as sandálias brasileiras feitas de borracha. O primeiro modelo é o mais tradicional: branco com tiras e laterais da base azuis. Não possuíam um atrativo visual, porém, eram demasiado baratas. Com o fator preço favorecendo o mercado, em menos de um ano a Vespasiano produzia mais de 13 mil pares por dia.
O grande público das Havaianas foi, durante trinta anos, uma classe financeiramente desfavorecida que a comprava em mercados de bairro. Assim, as Havaianas ficaram conhecidas como "chinelo de pobre". Tentando mudar esta ideia, a companhia lança em 1991 o modelo Havaianas Sky, com cores fortes e calcanhar mais alto, dando a ideia de que pertencia a um público de classe mais alta. Seu preço também é mais elevado que o das tradicionais. Para levar o lançamento ao público-alvo, foram veiculadas propagandas de grande porte estreladas por artistas famosos. Em seguida, a distribuição foi organizado de acordo com o público alvo. Também foi criado um display vertical para facilitar a escolha do produto e do número. Este display substituiu as antigas bancadas com pares espalhados.
Após o sucesso da Sky, foram criados novos modelos como, por exemplo, a Havaianas Olimpic, lançada durante as Olimpíadas de Atlanta. Desde a seu aparecimento, as Havaianas evoluíram dos modelos simples de chinelo de enfiar no dedo, que continuam a ser um sucesso de vendas, para designs mais elaborados com aplicações e formatos variados. Foi lançado um modelo que inclui um salto alto.

### No mundo

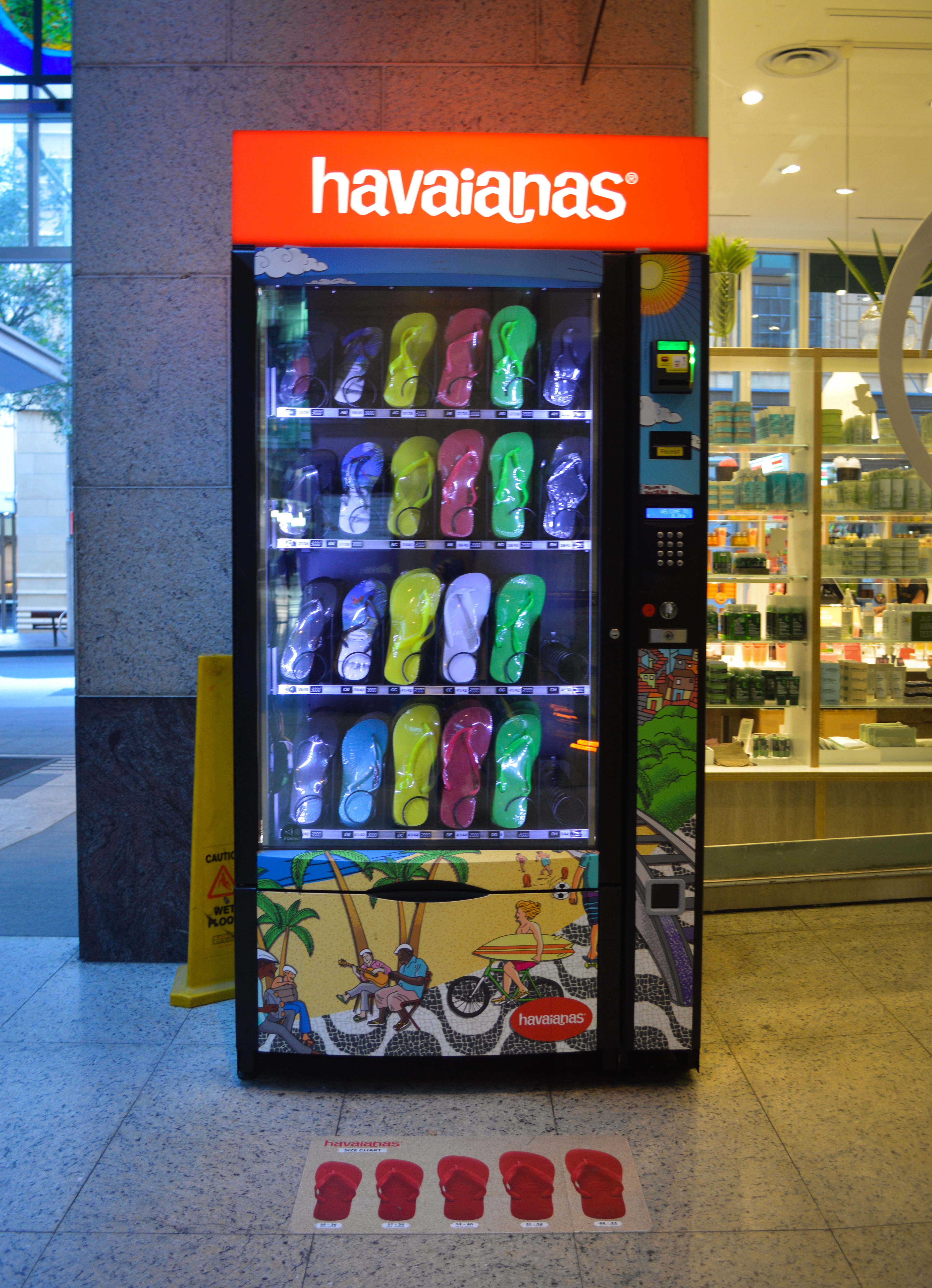
Máquina de venda automática da marca em Sydney, na Austrália

Em 1997, foi criado o departamento de comércio exterior das Havaianas com o objetivo de aumentar a exportação do produto. A primeira etapa foi a reorganização de toda a rede de distribuidores. Alguns eventos ocorreram para a divulgação da marca como na França, em 2004, em que as sandálias coloridas tipicamente brasileiras venderam três mil pares.
A distribuidora foi uma das que mais trabalharam o conceito da marca, fazendo parcerias com grandes lojas como Harrods e Galeries Lafayette.
Outro fator que culminou no sucesso da marca no exterior foi quando, em 2003, foram produzidos modelos sofisticados com os rubis, para os indicados ao Oscar[carece de fontes?] e colocados em embalagens especiais com a foto de cada um imitando um espelho. Os calçados foram entregues aos indicados no dia seguinte à premiação do Oscar.
Nos últimos anos, o lucro gerado pela exportação das Havaianas quadruplicou e os países que mais compram são Austrália e Filipinas.[carece de fontes?]

## Campanhas publicitárias
Campanhas publicitárias de sucesso marcaram a história das Havaianas. O slogan mais conhecido do produto é "As legítimas", uma vez que, devido ao sucesso, muitas outras empresas lançaram produtos semelhantes para concorrer com as Havaianas. Esse slogan começa a ser veiculado em campanha publicitária de 1967 com Chico Anysio, como garoto propaganda.[carece de fontes?]

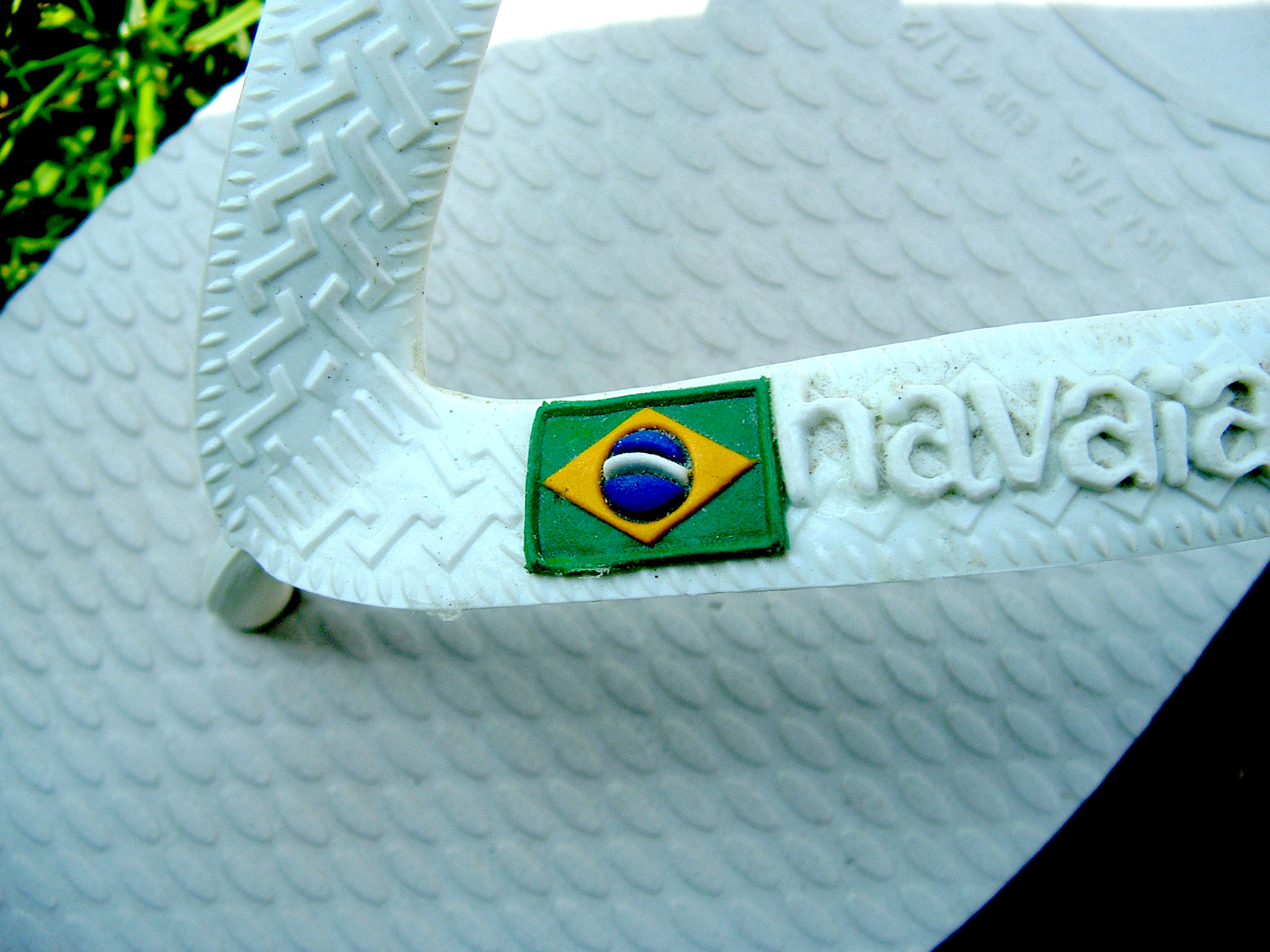
Bandeira do Brasil numa sandália da Havaianas.

Porém, o personagem Didi já havia sido garoto propaganda da marca, lançando o slogan "Ô psiti, não deforma, não tem cheiro, não solta as tiras". Na década de 1990, Didi retorna à publicidade da marca com a campanha "Isso é amor antigo" divulgando a linha. Tom Jobim ficou tão marcado pela propaganda que muitos pensavam que ele poderia ser o dono da companhia.[carece de fontes?]
Após a saída do compositor, entra a socialite Vera Loyolla divulgando o produto com o tema Todo mundo usa Havaianas que, depois, também foi divulgada com o ator Luiz Fernando Guimarães que flagrava personalidades usando Havaianas.[carece de fontes?]
Em 2009, foi lançada uma campanha que gerou muita polêmica, onde uma senhora "moderna" sugere à sua neta o ator Cauã Reymond para fazer sexo. Muitos telespectadores reclamaram e um processo chegou a ser aberto no Conselho Nacional de Autorregulamentação Publicitária - conselho que rege a publicidade. A empresa fez uma nota, retirando a propaganda do ar, em respeito aos consumidores que não haviam gostado, mas publicando o vídeo no YouTube para aqueles que haviam gostado da propaganda.
Em 2010, a campanha veiculada com a atriz Fernanda Vasconcellos gerou polêmica na internet ao apresentar a atriz sem umbigo. O vídeo da campanha divulgado na internet, diferentemente da que fora divulgado na televisão, mostra a atriz com a ausência do umbigo na região abdominal. Não ficou claro se esta foi uma ação como estratégia de marketing planejada pela empresa para o vídeo publicizado na internet, foi um erro do You Tube ao adicioná-lo ao site ou um erro da empresa produtora que criou vídeo.